# 1re série 1965/66
Die Saison 1965/66 war die 44. Spielzeit der 1re série, der höchsten französischen Eishockeyspielklasse. Meister wurde zum insgesamt 22. Mal in der Vereinsgeschichte der Chamonix Hockey Club. 

## Meisterschaft
- 1. Platz: Chamonix Hockey Club
- 2. Platz: Athletic Club de Boulogne-Billancourt
- 3. Platz: CSG Grenoble
- 4. Platz: Sporting Hockey Club Saint Gervais
- 5. Platz: Ours de Villard-de-Lans
- 6. Platz: Gap Hockey Club
- 7. Platz: Français Volants
- 8. Platz: Lille
- 9. Platz: US Métro
- 10. Platz: ?
- 11. Platz: ?
- 12. Platz: Diables Rouges de Briançon
- 13. Platz: ?
- 14. Platz: Grenoble UNI
- 15. Platz: ?
- 16. Platz: Pralognan-la-Vanoise
- 17. Platz: ASPP Paris